# تاوريرت إنجارن (آيت والياض)
تاوريرت إنجارن هو دُوَّار يقع بجماعة آيت مزال، إقليم شتوكة آيت باها، جهة سوس ماسة في المملكة المغربية. ينتمي الدوّار لمشيخة آيت والياض التي تضم 29 دوار. يقدر عدد سكانه بـ 9 نسمة حسب الإحصاء الرسمي للسكان والسكنى لسنة 2004.

## روابط خارجية
- البوابة الوطنية للجماعات الترابية نسخة محفوظة 12 مارس 2018 على موقع واي باك مشين.
- المندوبية السامية للتخطيط